# Alcoa-Fjarðaál
Alcoa-Fjarðaáal — металлургический завод в Рейдарфьордюре (Исландия), производит алюминий. Работает на электроэнергии от гидроэлектростанции Каурахньюкар. Принадлежит компании Alcoa.
Один из трёх заводов по производству алюминия в Исландии. Построен в 2004—2007 годах компанией Bechtel победившей в тендере.
Производство начато в апреле 2007 года, на полную мощность завод вышел в августе 2008 года. Производственная мощность завода составляет около 1000 тонн в день или около 350 000 тонн в год, но лицензия на эксплуатацию рассчитана на объем до 360 000 тонн в год. Завод производит алюминий на сумму 2,0—2,5 миллиона долларов в день. На заводе работают около 550 человек, ещё около 800 человек работают в подрядных организациях, выполняющих на территории завода работы по производству, техническому обслуживанию, сервису и консалтингу или в сервисной компании Rubix.